# Paul England
Paul England (Melbourne, 28 de marzo de 1929-Melbourne, 17 de junio de 2014) fue un piloto australiano de automovilismo.

## Carrera
England compitió como piloto privado en un Gran Premio del Mundial de Fórmula 1 de 1957 con un Cooper T41-Climax. Se retiró de la carrera por problemas con el distribuidor. Después de su regreso de Europa, usó un automóvil con el mismo nombre Ausca, pero fue una creación totalmente diferente: un VW de 1800 cc en la parte delantera y un VW de 2200 cc en la parte trasera con el que ganó tres campeonatos australianos de ascenso (1970, 1973 y 1974).
Después de retirarse de la competición, regentó una empresa de ingeniería general llamada Paul England & Staff en  Essendon, Victoria, Australia. En la década de 1970, la compañía construyó motores Ford de 1.6 litros para carreras, que se conocían como motores England.

## Resultados

### Fórmula 1
(Clave) (negrita indica pole position) (cursiva indica vuelta rápida)

| Año  | Escudería            | 1   | 2   | 3   | 4   | 5   | 6         | 7   | 8   | Pos. | Puntos |
| ---- | -------------------- | --- | --- | --- | --- | --- | --------- | --- | --- | ---- | ------ |
| 1957 | Ridgeway Managements | ARG | MON | 500 | FRA | GBR | GER RetF2 | PES | ITA | NC   | 0      |